# Schaf-Porling
Der Schaf-Porling (Albatrellus ovinus, syn. Polyporus ovinus, Scutiger ovinus), auch Schafeuter oder Schafeuter-Porling genannt, ist eine Pilzart aus der Familie der Porlingsverwandten (Albatrellaceae).

## Merkmale

### Makroskopische Merkmale
Der 4–20 cm breite Hut ist jung weiß bis fleischfarben, wird aber bald gelblich-grünlich oder bräunlich. An der Oberfläche reißt er felderig auf, kann aber auch glatt bleiben. Er ist sehr ungleich geformt. Die Huthaut ist ansonsten kahl, matt und trocken. Auf der Unterseite befindet sich die dünne weißliche Röhrenschicht, die etwas am Stiel herabläuft. Die runden Mündungen sind klein. Beim Trocknen verfärbt sich das Röhrenpolster leicht grau, auf Druck gilbt es. Der vollfleischige Stiel ist in der Farbe des Hutes und kann zentral- oder seitenständig sein. Im Alter ist es möglich, dass er sich an der Basis graubräunlich verfärbt. Das Fleisch ist brüchig-mürbe aber zart. An Schnittstellen verfärbt sich das ursprünglich weiße Fleisch gelblich, mit Kalilauge olivbraun. Der Geruch und Geschmack sind angenehm pilzig.

### Mikroskopische Merkmale
Die Sporen sind rundlich-elliptisch und glatt, mit einem Öltropfen versehen. Sie messen 3 bis 5 × 3 bis 4 Mikrometer, das Sporenpulver ist weiß und inamyloid.

## Artabgrenzung
Der Schaf-Porling kann mit anderen bodenbewohnenden Porlingen verwechselt werden.
Der Zitronengelbliche Schaf-Porling (Albatrellus citrinus) wurde bis 2003 nicht vom Schaf-Porling unterschieden. Er kommt in kalkhaltigen Gebirgsnadelwäldern vor, hat gelblichere Farbtöne, beim Eintrocknen am Stiel schwärzendes sowie mit Kalilauge orangebraunes Fleisch und amyloide Sporen. Der Rötende Schaf-Porling (Albatrellus subrubescens) kommt bei Kiefern vor, hat orangerötlichere Farbtöne, auf Druck oder bei längerem Liegen rötendes Fleisch sowie größere, amyloide Sporen.
Der Semmel-Porling (Albatrellopsis confluens) unterscheidet sich vom Schaf-Porling durch stärker verwachsene Fruchtkörper mit verzweigten Stielen und semmelfarbenen Hüten. Der Gelbgrüne Kamm-Porling (Laeticutis cristata) hat Grüntöne in Hut und Poren sowie größere Sporen.

## Ökologie
Als vermuteter Mykorrhizapilz geht der Schaf-Porling Gemeinschaften mit Nadelbäumen ein, gern mit Fichten. Die Fruchtkörper erscheinen von Juli bis Oktober, je nach klimatischen Bedingungen auch noch im Winter. Meistens wächst er zu Büscheln verwachsen in Gruppen und Reihen. Der Boden ist bevorzugt sauer bis neutral.

## Verbreitung
Der Schafporling kommt in Mitteleuropa im Tiefland bis in die höheren Lagen vor und ist in Südskandinavien (Schweden, Finnland) häufig. In Nordamerika ist er weit verbreitet.

## Bedeutung
Der Schaf-Porling ist essbar. Er ist in Deutschland nach der Bundesartenschutzverordnung geschützt und darf nicht gesammelt werden.